# Parti social-démocrate (Royaume-Uni, 1990)
Pour les articles homonymes, voir Parti social-démocrate.
 (mai 2019).
Si vous disposez d'ouvrages ou d'articles de référence ou si vous connaissez des sites web de qualité traitant du thème abordé ici, merci de compléter l'article en donnant les références utiles à sa vérifiabilité et en les liant à la section « Notes et références ».

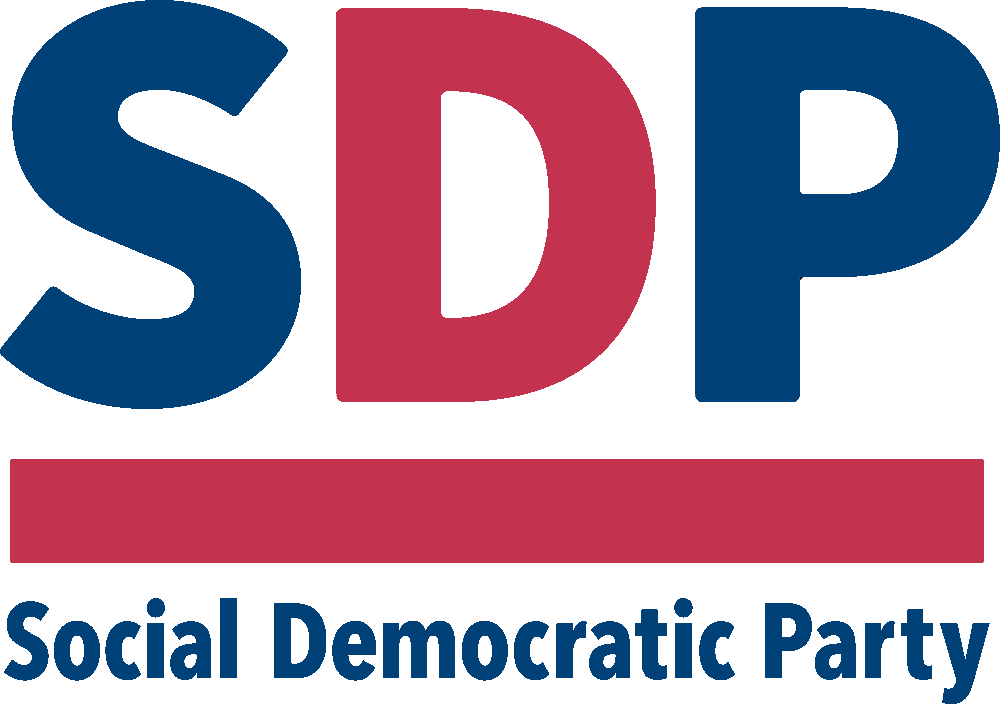
Logo du Parti social-démocrate

Le Parti social-démocrate (The Social Democratic Party, SDP ) est un parti politique britannique fondé en 1990 par des membres de l’ancien Parti social-démocrate qui refusaient la fusion avec les Lib Dems décidée en 1988.